# 三重県道676号寺田佐那具停車場線
三重県道676号寺田佐那具停車場線（みえけんどう676ごう てらださなぐていしゃじょうせん）は、三重県伊賀市を通る一般県道である。

## 概要
伊賀市寺田から伊賀市外山に至る。

### 路線データ
- 起点：伊賀市寺田（国道163号交点）
- 終点：伊賀市外山（JR西日本関西本線 佐那具駅前、三重県道680号高倉佐那具線終点）
- 総延長：3,690 m

## 歴史
- 1959年（昭和34年）1月25日 - 路線認定[1]。

## 路線状況
生活道路として利用される。また、JR西日本関西本線 佐那具駅利用者の通行も多い。

### 道路施設

#### 橋梁
- 新橋（柘植川、伊賀市）

伊賀市佐那具町と同市外山を結ぶ柘植川に架かる橋梁。付近に佐那具水位局がある。

## 地理

### 通過する自治体
- 三重県

- 伊賀市

### 交差する道路
| 交差する道路                      | 交差する場所 | 交差する場所   |
| --------------------------------- | ------------ | -------------- |
| 国道163号                         | 寺田         | 起点           |
| 国道25号 / E25 名阪国道           | 一之宮       | [ 注釈 1 ]     |
| 滋賀県道・三重県道138号信楽上野線 | 千歳         | 千歳交差点     |
| 国道25号 / 非名阪                 | 佐那具町     | 西方寺前交差点 |
| 三重県道680号高倉佐那具線         |              | 終点           |

### 沿線
- 寺田公民館
- 敢国神社
- 西濃運輸 上野支店
- 三十三銀行 佐那具支店
- JR西日本関西本線 佐那具駅